# ティレーノ〜アドリアティコ2014
ティレーノ〜アドリアティコ2014は、ティレーノ〜アドリアティコの49回目のレース。2014年3月12日から18日まで行なわれる。

## 参加チーム
UCIプロチーム
| チーム名                           | 国籍           | コード |
| ---------------------------------- | -------------- | ------ |
| AG2R・ラ・モンディアル             | フランス       | ALM    |
| アスタナ                           | カザフスタン   | AST    |
| ベルキン                           | オランダ       | BEL    |
| BMC・レーシングチーム              | アメリカ合衆国 | BMC    |
| キャノンデール                     | イタリア       | CAN    |
| チーム・ヨーロッパカー             | フランス       | EUC    |
| FDJ.fr                             | フランス       | FDJ    |
| ガーミン・シャープ                 | アメリカ合衆国 | GRS    |
| ジャイアント・シマノ               | オランダ       | GIA    |
| カチューシャ                       | ロシア         | KAT    |
| ランプレ・メリダ                   | イタリア       | LAM    |
| ロット・ベリソル                   | ベルギー       | LTB    |
| モビスター・チーム                 | スペイン       | MOV    |
| オリカ・グリーンエッジ             | オーストラリア | OGE    |
| オメガファーマ・クイックステップ   | ベルギー       | OPQ    |
| チームスカイ                       | イギリス       | SKY    |
| ティンコフ＝サクソ                 | デンマーク     | TCS    |
| トレック・ファクトリー・レーシング | アメリカ合衆国 | TFR    |

招待チーム
- バルディアーニ・CSF（ イタリア、BAR）
- IAMサイクリング（ スイス、IAM）
- MTN・クベカ（ 南アフリカ共和国、MTN）
- ネタップ・エンデュラ（ ドイツ、TNE）

## 区間及び総合首位の変遷
| ステージ | 区間優勝                         | 総合                       | ポイント賞               | 山岳賞           | 新人賞                   | チーム                           |
| -------- | -------------------------------- | -------------------------- | ------------------------ | ---------------- | ------------------------ | -------------------------------- |
| 1        | オメガファーマ・クイックステップ | マーク・カヴェンディッシュ | 対象無し                 | 対象無し         | ミハウ・クフャトコフスキ | オメガファーマ・クイックステップ |
| 2        | マッテオ・ペルッキ               | マーク・カヴェンディッシュ | マッテオ・ペルッキ       | マルコ・カノーラ | ミハウ・クフャトコフスキ | オメガファーマ・クイックステップ |
| 3        | ペテル・サガン                   | ミハウ・クフャトコフスキ   | ペテル・サガン           | マルコ・カノーラ | ミハウ・クフャトコフスキ | オメガファーマ・クイックステップ |
| 4        | アルベルト・コンタドール         | ミハウ・クフャトコフスキ   | ペテル・サガン           | マルコ・カノーラ | ミハウ・クフャトコフスキ | AG2R・ラ・モンディアル           |
| 5        | アルベルト・コンタドール         | アルベルト・コンタドール   | アルベルト・コンタドール | マルコ・カノーラ | ナイロ・キンタナ         | AG2R・ラ・モンディアル           |
| 6        | マーク・カヴェンディッシュ       | アルベルト・コンタドール   | ペテル・サガン           | マルコ・カノーラ | ナイロ・キンタナ         | AG2R・ラ・モンディアル           |
| 7        | アドリアーノ・マローリ           | アルベルト・コンタドール   | ペテル・サガン           | マルコ・カノーラ | ナイロ・キンタナ         | AG2R・ラ・モンディアル           |

## 区間及び総合成績

### 第1ステージ
- 3月12日（水）　カスタニェート・カルドゥッチ - サン・ヴィンチェンツォ 　16,9km（ チームタイムトライアル）

### 第2ステージ
- 3月13日（木）　サン・ヴィンチェンツォ - カーシナ　173km（：平坦）

### 第3ステージ
- 3月14日（金）　カーシナ - アレッツォ　206km（：平坦）

### 第4ステージ
- 3月15日（土）　インディカトーレ (アレッツォ) - チッタレアーレ (セルヴァ・ロトンダ)　237km（：山岳）

### 第5ステージ
- 3月16日（日）　アマトリーチェ - グアルディアグレーレ　190km（：中級山岳）

### 第6ステージ
- 3月17日（月）　ブッキアーニコ - ポルト・サンテルピーディオ　187km（：平坦）

### 第7ステージ
- 3月18日（火）　サン・ベネデット・デル・トロント - サン・ベネデット・デル・トロント　9,2km（ 個人タイムトライアル）